# Raj Kapoor
Raj Kapoor (în engleză Raj Kapoor, în hindi राज कपूर, în urdu راج کپُور , transliterat Rāj Kapūr, n. 14 decembrie 1924 - d. 2 iunie 1988) a fost un actor de origine indiană, născut în India Britanică (nord-estul Pakistanului). 
Unul dintre cei mai populari cineaști indieni de limbă hindi ai anilor ’50, când realizează melodrame asezonate cu cântece și dansuri, promovând valori liberale străvechi precum ideea dragostei care învinge tabuurile de clasă, castă sau religie. Raj Kapoor impune pe plan internațional personajul vagabondului exuberant și generos, inspirat de eroul Charlie Chaplin.

## Biografie
Este primul copil al lui Prithviral și Ramsami, urmat de încă patru frați. Își începe cariera de actor la o vârstă foarte fragedă de doar 11 ani când este ales pentru un rol în filmul Inquilab, din anul 1935. În următorii ani după ce mai joacă în câteva filme, Raj primește prima ofertă pentru un rol principal în filmul Neel Kamal din anul 1947, alături de Madhubala și ea la primul rol principal. În anul 1948, la doar 24 de ani, își înființează propriul studio de film, R.K Films, devenind astfel cel mai tânăr director de film din acea perioadă.
El a devenit mai cunoscut prin rolul jucat în filmul Vagabondul, care a fost difuzat în premieră în anul 1951.
În anul 1955, produce și regizează filmul Articolul 420, în care are rolul principal. În 1964 va juca în Sangam, primul film color, care va deveni cel mai mare succes al său într-un rol principal.
Ultimul film în care joacă este Kim din 1984, după ultimul său mare succes Vakil Babu din 1982. În ultimii ani Raj Kapoor se îmbolnăvește de astm, boală ce l-a răpus în anul 1988, 2 iunie, la Delhi, India. În ultima perioadă a vieții, lucra la o poveste de dragoste Henna, care a cunoscut culmile succesului datorită fiului său cel mare Randhir.
În 1987 primește Premiul Dadasaheb Phalke pentru întreaga activitate.

## Filmografie
- 1951 Vagabondul (Awaara)
- 1954 Micul lustragiu (Boot Polish)
- 1955 Articolul 420 (Shree 420)

## Legături externe
- Raj Kapoor la Internet Movie Database
- Biografie Raj Kapoor